# Кейкабус (ширваншах)
Кейкабус (*д/н — 1317) — 30-й ширваншах в 1294—1317 роках.

## Життєпис
Походив з династії Кесранидів. Син ширваншаха Ахсітана III. Посів трон 1294 року. Екомічна ситуація погіршувалася, влада ширванашаха залишалася номінальною, оскільки контролювалася монгольськими баскаками. Баку, головний порт і колишня столиця держави, перетворився на кішлаг — місце зимівлі ільханів.
1295 року відповідно до рішення ільхана Гайхату припинив друкувати паперові гроші. Погіршення соціально і фінансового становище призвело 1297 року до потужного повстання, яке вдалося придушити лише завдяки втручанню монгольського війська.
Починаючи з 1298 року, з впровадження реформ Газан-хана фінансове становище потроху почалося покращуватися завдяки зменшенню та упорядкуванню податків, обмеженню дій кочовиків на території Ширвану. Також відновлено статус правителя самого ширваншаха, що зміцнило авторитет Кейкубасав середині держави. У 1299 році знову точилися бої на території Ширвана між золотоординцями та ільханськими військами.
За часів наступного ільхана Олджейту становище ширваншаха зміцнилася, оскільки Кейкабус видав свою доньку за Рашид ад-Діна, впливового сановника Держави Хулагуїдів. 1310-ті роки стали часом економічного відродження держави, про що свідчать поновленні архітектурні роботи на замовлення Кейкабуса, зокрема мавзолеї та гробниці над могилами відомих святих. також значного піднесення набула торгівля, оскільки ширванські купці отримали змоги безмитного перевезення краму від Кореї й Китаю до Малої Азії.
Помер 1317 року. Йому спадкував стриєчний брат Кейкубад.